# Тайху (уезд)
Тайху́ (кит. упр. 太湖, пиньинь Tàihú) — уезд городского округа Аньцин провинции Аньхой (КНР).

## История
В эпоху Южных и Северных династий во времена Южной династии Сун в 483 году на этих землях был образован «левый уезд Тайху» (太湖左县); в традиционном Китае правая сторона считалась более почётной и уважаемой, а левая — более низкой по рангу, поэтому административные единицы на землях, населённых «южными варварами», имели в своих названиях приставку «левый». В эпоху империи Суй в 583 году левый уезд Тайху был переименован в уезд Цзиньси (晋熙县), а в 598 году стал уездом Тайху (уже без приставки «левый» в названии).
В 1949 году был создан Специальный район Аньцин (安庆专区) и уезд вошёл в его состав. В 1970 году Специальный район Аньцин был переименован в Округ Аньцин (安庆地区). В 1988 году округ Аньцин был преобразован в городской округ.

## Административное деление
Уезд делится на 10 посёлков и 5 волостей.